# Eugenio Montale
Eugenio Montale (n. 12 octombrie 1896, Genova, Italia – d. 12 septembrie 1981, Milano, Italia) a fost un poet, prozator, editor și translator italian, laureat al Premiului Nobel pentru Literatură în 1975.
Montale s-a făcut cunoscut ca unul dintre principalii arhitecți ai poeziei italiene moderne a anilor 1920. Este inițiatorul și reprezentantul poeziei ermetice italiene; un liric meditativ abordând motivele simple: peisajul uneori "halucinant", evaziunea, iubirea, timpul mitic, copilăria, aspirația spre libertate dar și dialogul cu istoria recentă. Este considerat unul dintre cei mai importanți poeți italieni moderni alături de Giuseppe Ungaretti și Umberto Saba.

## Motivația Juriului Nobel
"pentru poezia lui distinctă, de o mare sensibilitate artistică în interpretarea valorilor umane sub semnul unei concepții de viață dincolo de iluzii".

## Viața
Eugenio Montale s-a născut în 1896 la Genova. A urmat studii superioare de muzicologie și muzică teatrală în orașul natal. Aceste studii au fost întrerupte de încorporarea ca ofițer de infanterie în timpul primului război mondial. La sfârșitul primului război mondial, Montale și-a împărțit activitatea între poezie și cronica muzicală, colaborând la diverse reviste și publicând în 1925 prima carte de versuri, Ossi de sepia. 
În 1928 se stabilește la Florența unde va rămâne până în 1943. În timpul celui de-al doilea război mondial a fost în Elveția la Lugano, iar din 1948 la Milano, unde ține ani în șir cronica muzicală a ziarului "Corriere della sera".
Moare la 12 septembrie 1981 lăsând în urmă o operă restrânsă cantitativ, doar cinci volume de versuri și două de eseuri, dar impunătoare prin valoarea și particularităților artistice.

## Opera
- Ossi di seppia (Oase de sepie) (1925) [18]
- Le occasioni (Prilejurile) (1939)
- Finisterre  (Finister) (1943)
- Quaderno di traduzioni (1948)
- La bufera e altro (Furtuna și altele) (1956)
- Farfalla di Dinard(1956)
- Xenia (1966)
- Auto da fè (1966)
- Fuori di casa (1969)
- Satura (1971)
- Diario del '71 e del '72 (1973)
- Sulla poesia (1976)
- Quaderno di quattro anni (1977)